# Xylosma claraense
Xylosma claraense är en videväxtart som beskrevs av Ignatz Urban. Xylosma claraense ingår i släktet Xylosma och familjen videväxter. Inga underarter finns listade i Catalogue of Life.